# Haus Hohenbusch

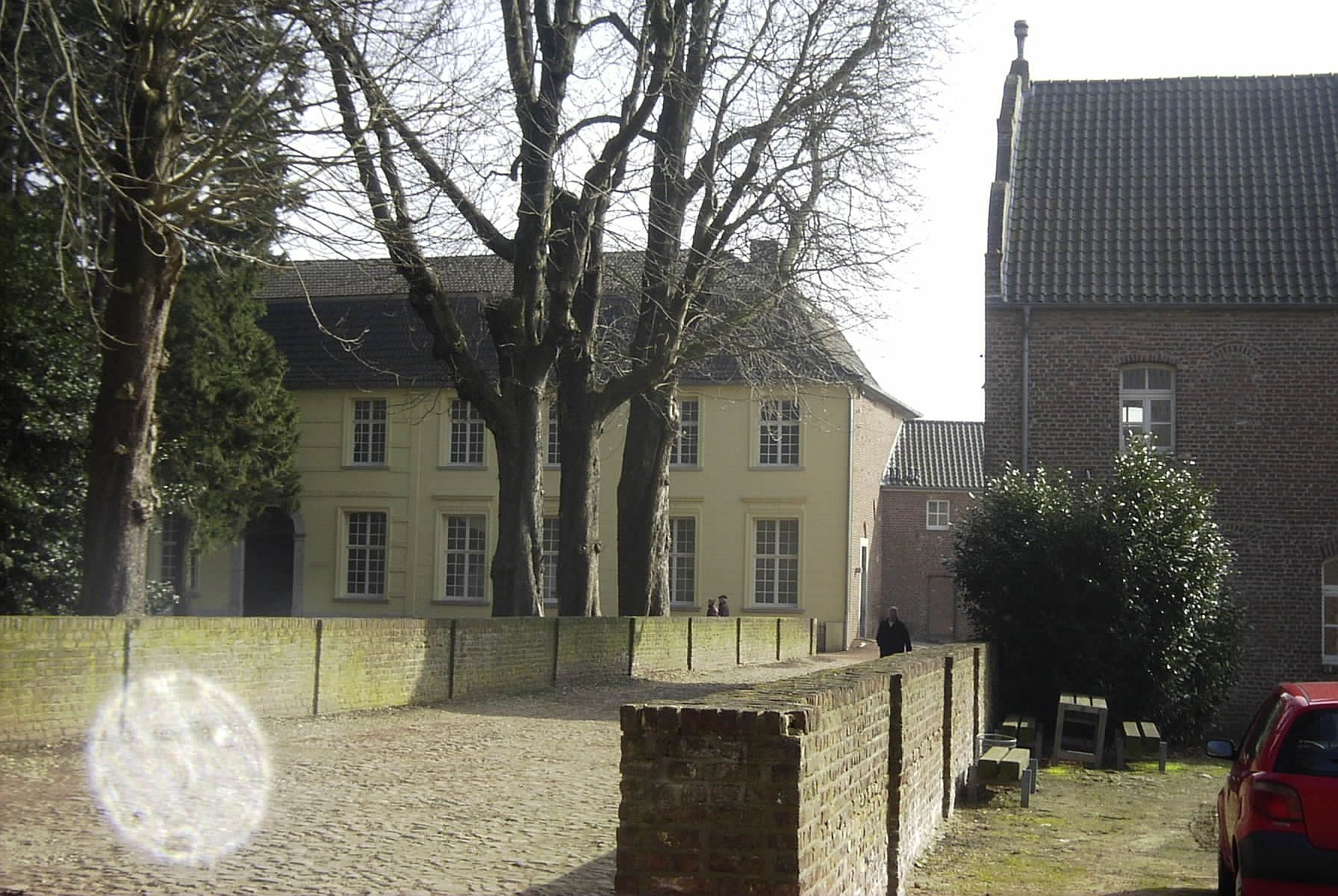
Herren- und Laienbrüderhaus

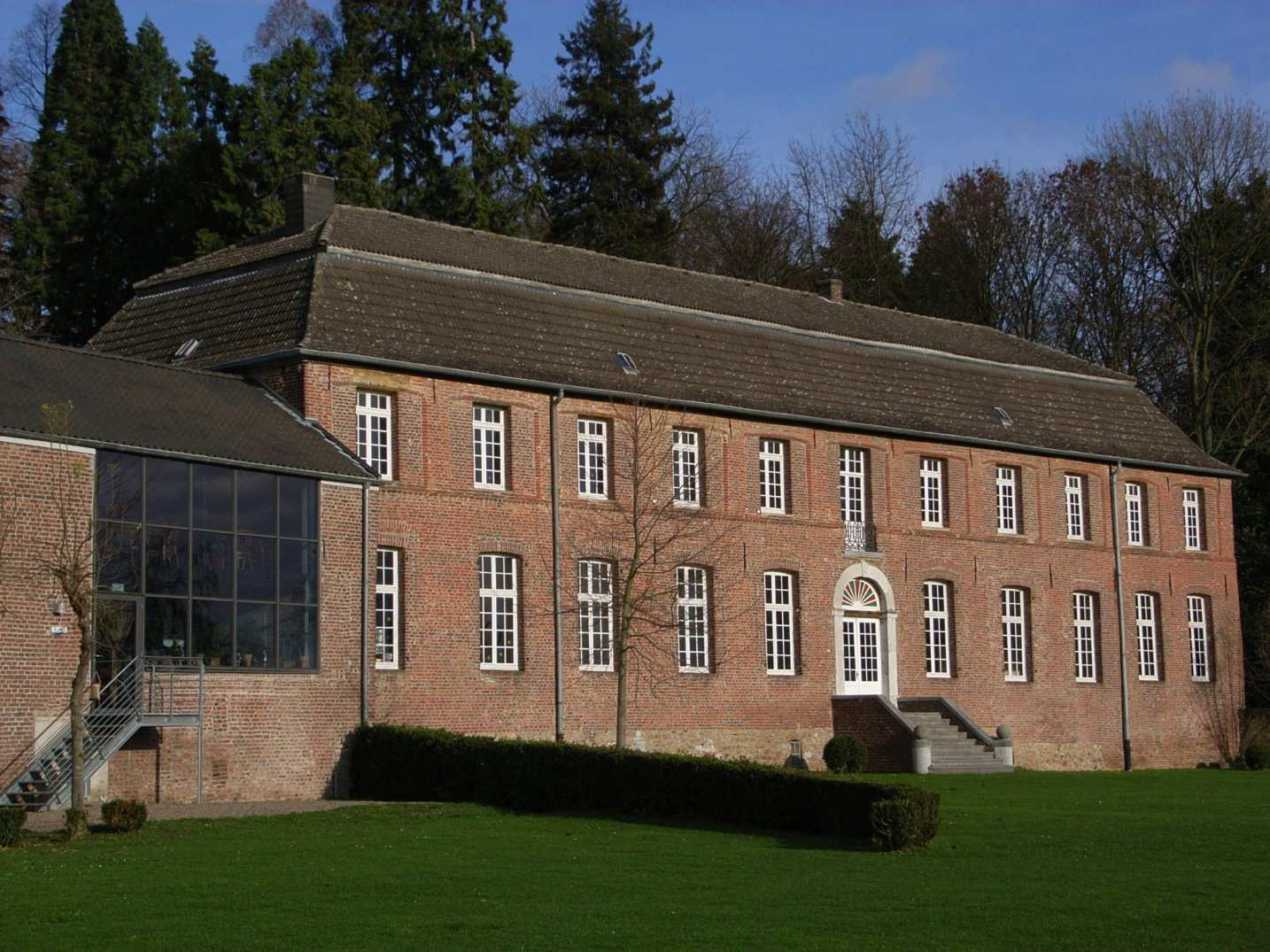
Südseite des Herrenhauses

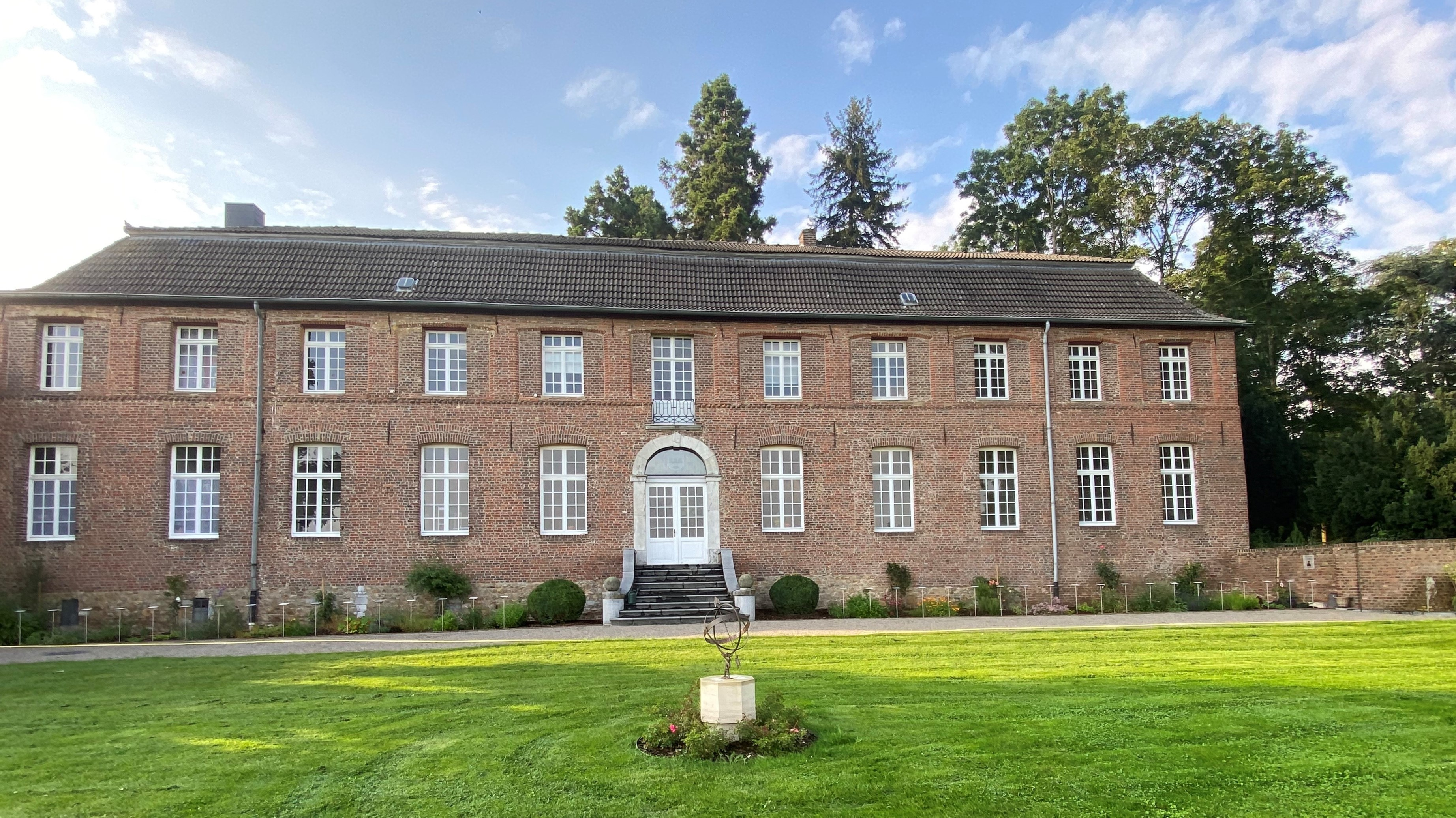
Rückseite des Herrenhauses

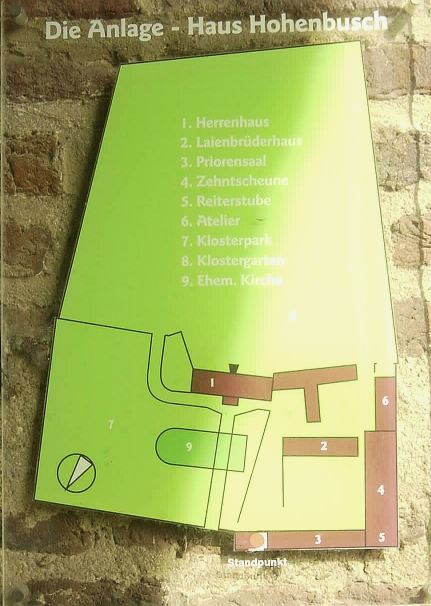
Lageplan der Gebäude

Haus Hohenbusch (lat. in alto busco, Hohenbusch, oder Conventus Altinenmoris, Kloster Hohenbusch) ist ein ehemaliges Kloster des Kreuzherrenordens südwestlich der Stadt Erkelenz im Kreis Heinsberg.

## Lage
Haus Hohenbusch liegt an der Straße zwischen Matzerath und Hetzerath. Nördlich der Anlage verläuft die Autobahn A 46. Eine hohe Mauer umfasst Haus Hohenbusch mit seinen Gebäuden, ehemaligen Gärten, Wiesen- und Obstwiesen.
Das ehemalige Kloster befindet sich heute im Besitz der Stadt Erkelenz. Ein Förderverein betreut die Anlage. In Zusammenarbeit mit der Stadt Erkelenz gibt er alljährlich das „Hohenbuscher Kulturprogramm“ heraus.
Im Obergeschoss des Herrenhauses wurde mit Unterstützung des Landschaftsverbands Rheinland eine Dauerausstellung zur Geschichte des Hauses eingerichtet.
Benachbarte Kreuzherrenklöster befanden sich in Aachen, Brüggen, Dülken, Düsseldorf, Köln, Maaseik (NL), Maastricht (NL), Roermond (NL), Kloster Schwarzenbroich bei Gürzenich (Düren), Venlo (NL), Wegberg und Wickrath.

## Geschichte

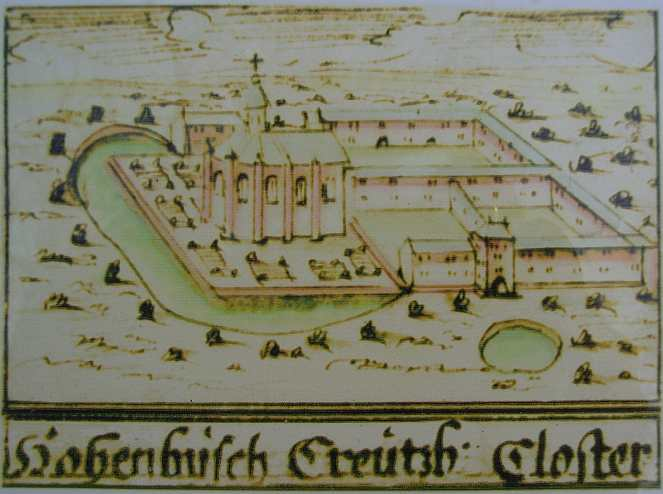
Kloster Hohenbusch im Codex Welser, 1720

1147 schenkte der Ministerial Rudolphus und seine Ehefrau Emertrudis das Allod Hoenbusc dem Marienstift Aachen. 1226 bestätigt Kaiser Friederich II. dem Stift seinen Besitz Hoimbuchs. 1302 gründet der Orden vom Heiligen Kreuz in Hohenbusch ein Kloster. Die Kleriker des Ordens wurden später Kreuzherren genannt. 1305 übertragen der Dekan und das Kapitel des Aachener Stiftes dem Orden Hohenbusch gegen Zahlung eines jährlichen Zinses von 4 Aachener Gulden. 1560 lebten acht Priester und acht Laien im Kloster.
1634 weihte der Bischof von Roermond eine neue Kirche ein, diese wurde parallel zum Herrenhaus errichtet. 1677 wurde ein Noviziat eingerichtet. 1707 errichtete der Orden im Hof den sogenannten Mittelbau und 1716 wurde der Westflügel gebaut. 1720 stellte das Kloster den Südflügel fertig.
1795 zählte das Hauptbuch des Klosters als Klosterbesitz auf: 12 Morgen bei Lövenich, 252 Morgen bei Matzerath, 580 Morgen bei Doveren, den Hetzerather Hof mit 60 Morgen, 207 Morgen bei Baal, 140 Morgen Wald bei Hetzerath, eine Mühle in Doveren, den Zehnt von Matzerath (480 Morgen) und von Beeck (220 Morgen). 1798 lebten 13 Ordensleute im Kloster.
Am 8. August 1802 erfolgte durch die Säkularisation der Franzosen die Aufhebung des Klosters. Damals befanden sich dort noch neun Ordensleute, unter ihnen der letzte Prior Conrad Ohoven. Die Kirche und zwei Flügel der Klostergebäude wurden abgerissen.
Zwischen 1802 und 1983 wurde das ehemalige Kloster als landwirtschaftliches Gut genutzt. Jetzt kam auch der Name „Haus Hohenbusch“ auf. 1983 kaufte die Stadt Erkelenz Haus Hohenbusch und das dazugehörige Ackerland mit ca. 70 ha Ackerland. 1990 wurden die Landeskulturtage von Nordrhein-Westfalen veranstaltet. Zugleich wurde das ehemalige Kloster erstmals der breiten Öffentlichkeit vorgestellt.

### Bibliothek
Das Kloster besaß eine große Bibliothek mit Handschriften und frühen Drucken aus dem 14. und 15. Jahrhundert. Die Handschriften wurden im Kloster in Schreibstuben auf Pergament selbst hergestellt. Die Namen einiger Schreiber sind bekannt.
Der größte Teil der Sammlung ging in den Wirren nach der Säkularisation verloren. Einige Bücher sind jedoch erhalten geblieben und liegen in der Erzbischöflichen Diözesan- und Dombibliothek Köln.

### Übriges Klosterinventar
Nach der Aufhebung wurde das Inventar verkauft, verschenkt und „verschleudert“ (von einigen Gegenständen ist der heutige Standort bekannt): die Orgel, die Kanzel und das Chorgestühl befinden sich jetzt in der Reformierten Kirche Linnich, der Beichtstuhl steht in der Kirche von Gerderath, die Statue Heilige Odilia in Wockerath und die Madonna in Hilfarth.

## Gebäude

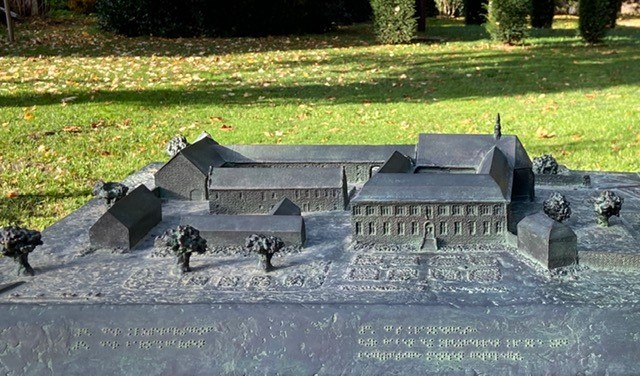
Bronzemodell der Klosteranlage vor 1802

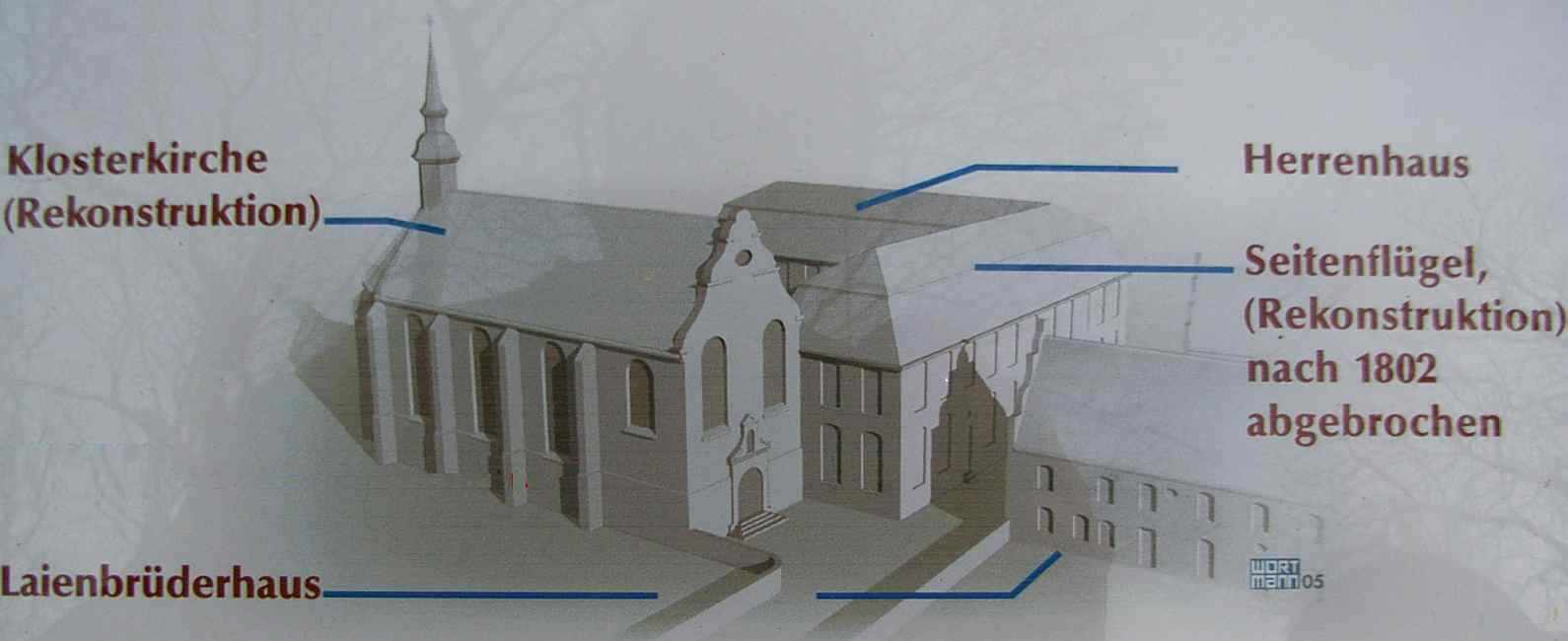
Rekonstruktion der Klosterkirche

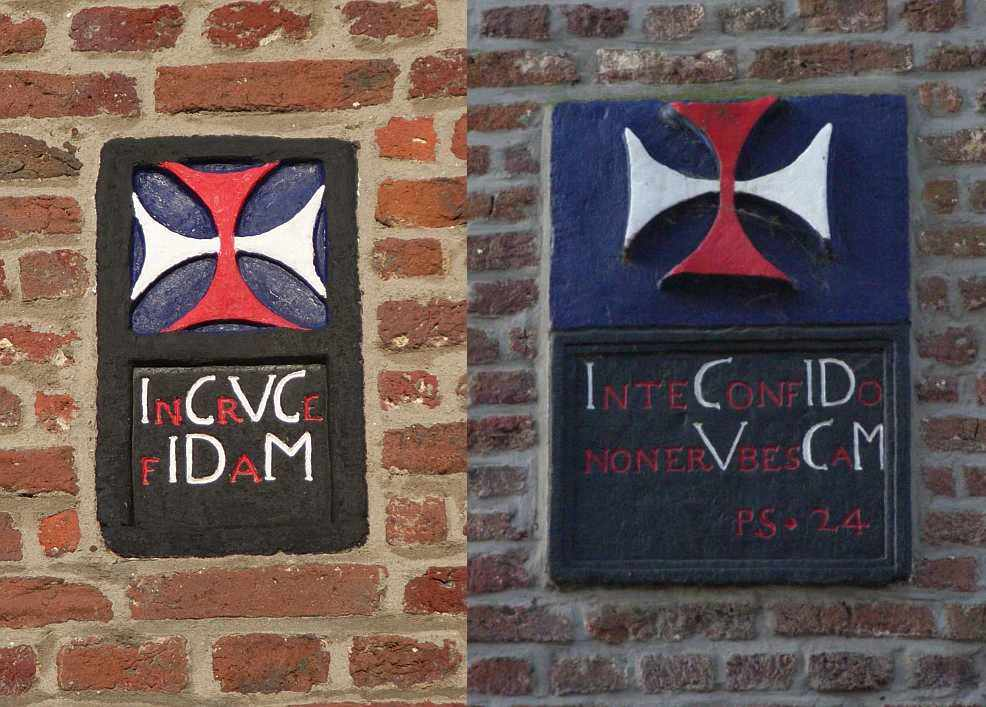
Chronogramme am Laienbrüderhaus: Südseite, Ostgiebel

Heute sind noch folgende Gebäude des Klosters erhalten. Im sogenannten Herrenhaus, einem langen zweigeschossigen Wohngebäude, existieren noch eine reich verzierte Stuckdecke und ein Kamin in Stuckmarmor (beide in einem Raum).
Die Wirtschaftsgebäude umfassen:
- eine große Scheune, auch Zehntscheune genannt, im Südflügel
- den Westflügel mit dem Hoftor; das Obergeschoss wird heute Priorensaal genannt.
- den unmittelbar an das Herrenhaus angrenzenden Ostflügel; dieser ist heute nicht mehr vollständig erhalten.
- Ein langgestreckter Bau im Hof (Mittelbau), heute Laienbrüderhaus genannt.

Inzwischen konnten auch die Fundamente der niedergelegten Klosterkirche und zweier weiterer Klosterflügel wissenschaftlich dokumentiert werden. Ein Bronzemodell zeigt die ehemalige Klosteranlage vor 1802.
Drei Chronogramme sind in den Mauern der Gebäude eingelassen:
- An der Nordseite des Mittelbaues: IN TE CONFIDO, NON ERUBES CAM („Auf Dich vertraue ich, ich werde nicht erröten“) – dies ergibt die Jahreszahl 1707.
- An der Südseite des Mittelbaues: IN CRUCE FIDAM („Auf das Kreuz will ich vertrauen“) – gleichfalls mit der Jahreszahl 1707.
- Im Giebel des Südflügels: CUSTODI ILLAM QUIA IPSA EST VITA („Bewache sie, denn sie ist das Leben“) – Jahreszahl 1720.

## Heutige Nutzung
Der Reit- und Fahrverein Erkelenz nutzt die Zehntscheune als Reitstall. Ein „Reiterstübchen“ mit Blick in die Scheune wird gastronomisch genutzt. Im benachbarten Westflügel befinden sich im Erdgeschoss einige Pferdeställe. Die große Wiese hinter Herrenhaus und Ostflügel dient als Reit- und Turnierplatz.
Der Westflügel weist im Obergeschoss, dem Priorensaal, renovierte Räume auf, die für private Feiern, kulturelle Veranstaltungen und zu Ausstellungszwecken genutzt werden.
Die Räume des Laienbrüderhauses im Hof dienen ebenfalls als Veranstaltungsräume. Im Herrenhaus informieren „Museale Zellen“ (seit 2009) über die Geschichte des Klosters. Der Ostflügel wurde von den Mitgliedern des Fördervereins umgebaut und beherbergt seit Juli 2006 ein kleines Café mit Blick auf den Reitplatz.
Regelmäßige Veranstaltungen sind: Electrisize, ein Openair-Festival für elektronische Musik, Kunstausstellungen, Bauernmarkt im Herbst, Sommerferienspiele des Jugendamtes Erkelenz, Reit- und Springturnier, Zucht- und Fohlenschau, Kutschentreffen sowie diverse Konzerte.
Am 28. Mai 2017 wurde aus Anlass des 500. Jahrestags der Reformation während einer Gedenkveranstaltung eine Luthereiche gepflanzt. Neben der frisch gepflanzten etwa 10-jährigen Stieleiche (Quercus robur), welche ein Ableger der 600–800-jährigen Femeiche aus Erle ist, steht eine Gedenktafel, welche an die Pflanzung erinnert.
Darüber hinaus pflanzt der Förderverein Hohenbusch e. V. seit 2018, alljährlich im Park des ehemaligen Klosters, den „Baum des Jahres“ und widmet ihn einer Persönlichkeit, welche mit dem Klostergut in besonderer Weise in Verbindung steht.
Hinter dem Herrenhaus wurde, nach historischem Vorbild, ein neuer Kräutergarten angelegt. Die einzelnen Textafeln sind auch in Blindenschrift gefertigt.
Eine kostenlos zu nutzende E-Bike-Ladestation befindet sich gegenüber dem Café.